# Verkehrsvermeidung
Verkehrsvermeidung ist ein Instrument der Verkehrsplanung. Im Sinne einer an Nachhaltigkeit ausgerichteten Verkehrspolitik und -planung zählt sie neben der Verkehrsverlagerung und der umweltverträglichen Abwicklung des bestehenden Mobilitätsbedarfs zu den Grundansätzen der Verkehrswissenschaft.

## Konzept
Dem Konzept der Verkehrsvermeidung liegt die Annahme zu Grunde, dass Verkehrsbedürfnisse aus der räumlich getrennten Anordnung von Daseinsfunktionen des menschlichen Lebens entstehen: Durch die funktionale Differenzierung der Städte in mehr oder minder homogene Teilgebiete für Wohnen, Arbeiten, Konsum und Freizeit sind die Bewohner gezwungen, sich zum Aufsuchen von Arbeitsplatz oder Versorgungsstätte fortzubewegen. Zu einem großen Teil sind diese Bewegungen unvermeidbar, da die meisten Menschen z. B. nicht in direkter Nähe ihres Arbeits- oder Ausbildungsplatzes wohnen. Die Verkehrs- und Stadtplanung geht jedoch davon aus, dass durch sinnvolle Zuordnung städtischer Funktionen Wege verkürzt und somit das Verkehrsaufkommen reduziert werden können. Existieren in einer Stadt zum Beispiel neben einem Hauptgeschäftszentrum weitere Subzentren mit Einrichtungen der Versorgung oder der Freizeit, sinken die auf das Zentrum ausgerichteten Verkehrsströme.
Deutlich wird der Zusammenhang zwischen Stadtentwicklung und Verkehrsentwicklung. Das der Verkehrsvermeidung entsprechende Prinzip im Städtebau ist unter dem Stichwort „Stadt der kurzen Wege“ bekannt geworden.